# Флип
Флип (от английски: Flip) е вид алкохолен коктейл. Приготвя се от алкохолна съставка и прясно яйце. Флипът се пие студен. Има укрепващо и тонизиращо въздействие. Приготвя се в шейкър или блендер от споменатите съставки плюс сметана, захарен сироп, ликьор и други. Прецеждат се в цилиндрични или конусообразни тесни чаши, декорират се и се консумират със сламка. За овкусяване се поднася индийско орехче. Поднасят се веднага след приготвянето им, защото престоялият флип губи своя външен вид.
В миналото се е приготвял от бира, ром и захар. Днес рецептите варират с бренди, ром, джин, вино, ликьор и други алкохолни напитки.